# Тысяча плато
Тысяча плато: Капитализм и шизофрения (фр. Mille plateaux, 1980) — книга французского  философа Жиля Делёза и психоаналитика Феликса Гваттари. Является вторым и последним томом их совместной работы «Капитализм и шизофрения». В то время как первый том «Анти-Эдип» (1972) стремился, в числе прочего, проанализировать генеалогию современной субъективности и был направлен на ревизию психоанализа, «Тысяча плато» скорее манифестируется как некая позитивная часть дилогии, практикуя номадологию и ризоматическую философию.
Книга продолжает многие темы «Анти-Эдипа», но усложняет его концептуальную структуру, используя такие термины и метафоры, как «линии», «планы» и «страты». «Тысяча плато» считается одним из основных образчиков постструктуралистской философии и философии постмодерна, особенно начиная с конца XX века. Книга была издана во Франции в 1980-м году (спустя 8 лет после «Анти-Эдипа»), и была встречена читателями и философским сообществом прохладнее, чем первый том.

## Содержание
«Тысяча Плато» представляет собой не только продолжение «Анти-Эдипа». Книга сама является тем, о чём повествует — то есть ризомой, сетью разнообразных, друг с другом перекликающихся плато, каждая точка которых потенциально связана с любой другой. «Тысяча плато» не просто провозглашает множественность, но является новым типом философствования, всегда начинаясь с середины и постоянно разгоняясь. Главы книги (плато) можно читать практически в любой последовательности, так как Делёз и Гваттари пытаются разрушить догматическую западноевропейскую линейность и движение «слева направо». Это демонстрируется и характером написания книги.
Книга менее направлена на полемику и менее политически ангажирована, чем первый том. Делёз и Гваттари поднимают в «Тысяче плато» такие концепты как ризома, перформативность в языке, гладкое и ребристое пространство, молярность и молекулярность, Государство, как система для репрезентации аппаратов капитализма и централизации, тело без органов, древовидность, детерриториализация и реттериториализация, сборка (понятие в какой-то мере пришедшее на смену «машине желаний»), знак-означающее-означаемое, а также многие другие термины, связанные со структурной лингвистикой и экологической философией.
Книга начинается с введения под названием        «Ризома», которое объясняет философию ризоматики (обращаясь не только к самой книге, но ко всем книгам как к ризомам), и заканчивается выводом «Конкретные правила и абстрактные машины», который проясняет оппозицию конкретное-абстрактное. Между этими частями тринадцать глав или плато, каждая из которых датирована нелинейно: иногда конкретно («20 ноября 1923 г .: Постулаты лингвистики»), иногда примерно («10 000 г. до н. э. .: Геология морали»).

##### Ризома
Ризома (фр. «корневище») есть децентрированная сеть, аналог корневища: в отличие от дерева, у неё нет корней, ствола или листьев, конкретной формы или территории. Ризома есть серия нейтральных плато, занимающих срединное место между мышлением, материальной реальностью, культурой и обществом. Ризома имеет следующие характеристики: соединение и гетерогенность — любая точка ризомы может соединяться с другой, нет последовательности элементов; множественность — нет субъекта и объекта, как и терминологии Единого и Многого; а-означающий разрыв — разрушение какой-либо точки ведёт не к разрыву, а к возобновлению ризомы в той или иной точке; картография и декалькомания — нет скрытой структуры и генезиса. Множественность ризомы есть альтернатива логике репрезентации, бинарной субъект-объектной структуре западного мышления. Делёз и Гваттари выделяют два вида множеств: экстенсивный (молярный) и интенсивный (молекулярный). Экстенсивные множества делимы, их можно упорядочить и объединить; интенсивные множества не могут быть разделены или завершены без изменения своей природы. Это разделение соотносится с различием между ризомой и деревом, горизонтированием и иерархией, микроуровнем и макроуровнем политического или социологического анализа, ризоматическими и древесными множествами, двумя типами многообразий Римана. Множества не противопоставляются, а сосуществуют: у дерева есть ризомы, а ризома имеет древесные корни. Ризома имманентна, а не трансцендентна; у ризоматического процесса нет свойств, структуры или причин.

##### Сборка, молярное и молекулярное
Концепт «сборка» заменяет желающие машины. Концепт присутствует во всех главах-плато, поскольку может соединять самые разные элементы; сама книга есть сборка. Это случайное сочетание сил в процессе упорядочивания, организации, установки и сочетания объектов, тел, выражений, качеств и территорий. Сборка допускает любые комбинации — между техникой, животными и людьми, всегда являясь процессом субъективации, индивидуации. Сборки выражают идентичности, создают и уничтожают территории, выбирая элементы из окружающей среды; поэтому комбинация сборки не является полностью случайной. Сборки множественны, два их вида соответствуют двум типам множеств. Всевозможные виды сборок можно представить в двух осях: горизонтальной (машинные сборки тел, действий и аффектов и коллективные сборки высказывания) и вертикальной (конституирование территории и точек детерриторизации — «линий ускользания»). Вертикальная ось определяет движение сборок — процессы детерриторизации и ретерриторизации, формирующие, соответственно, предел каждой сборки и создание новой.
Особый тип сборки — «абстрактная машина», имманентная причина, которая связывает машинные сборки («план содержания») с семиотическими сборками высказывания («план выражения»). Абстрактная машина оперирует только материей, актуализирует конкретные сборки и перекодирует молярные линии стратификации; понятие близко «диспозитивам» Фуко в его анализе дисциплинарных техник власти, в частности паноптикуму. Авторы обращаются к Луи Ельмслеву, который заменил соссюровские означающее и означаемое выражением и содержанием. Для Делёза и Гваттари планы выражения и содержания равнозначны: первый размещает материальные знаки в материи, а не означает внешний мир, как у Соссюра. Неоформленная материя Ельмслева есть тело без органов — неорганизованный, нестратифицированный и нефрагментированный «план консистенции». В нём существует только абстрактная машина, «транс-семиотика», предшествующая выражению и содержанию.
Сборка существует внутри «страт» и состоит из них. «Стратификация» сочетает молярный и молекулярный элементы. Различие между ними качественное, а не количественное; молярное — это организация и иерархия, перекодирование, ретерриторизация и контроль над потоками желания; молекулярное — возможность, желание и становление. Молярное и молекулярное соотносятся с жёстким и гибким, древесным и ризоматическим, централизованным и сегментарным. Молярные линии формируют бинарную древовидную систему сегментов (например, семья — профессия, работа — выходные или школа — армия — завод); молекулярные — гибкие, но также сегментированные линии. На молекулярном уровне потоки желания не структурированы; на молярном они «уплотняются» в трансцендентальные означающие. В первобытных обществах преобладает молярное, в современных — молекулярное, хотя оба режима «сегментарности» сосуществуют и неотделимы один от другого. Наиболее ярким примером их сочетания является феномен фашизма, который существует и в молярном, и в молекулярном измерении.

##### Линии ускользания и номадизм
Стратификация молярного и молекулярного подрывается детерриторизующими силами, третьим видом линий — ускользанием, которые добавляют номадическое измерение. Линия ускользания есть способ актуализации виртуальных связей между телами, создающий новые способности. Линии присутствуют и в молярных, и в молекулярных линиях, но, как чистое различие, креативны. Как непредсказуемое развитие детерриторизации, линии начинаются в молекулярном измерении, но могут полностью изменить жёсткую молярную стратификацию. Этот процесс называется становлением. «Тысяча плато» описывает различные варианты становлений — стать-женщиной, стать-интенсивностью, стать-животным, стать-не воспринимаемым. Становление начинается в линии ускользания и конституирует свободу, хотя не предполагает сознательного выбора. Становление относится к инволюции (за рамками эволюции или регресса) и не предполагает возникновения большей дифференциации. Линии ускользания подстерегают ловушки — неудавшаяся линия может привести к саморазрушению и смерти, например в виде микро фашизма.
Концепты оседлости и номадизма выражают два типа социальной организации в истории: государство (все его виды, включая фашистские и современные демократические) и «номадическую машину войны» — способ бытия вне кодификации и репрезентации. Номадическое гладкое (гетерогенное) пространство противопоставляется рифлёному (гомогенному) оседлому; оба пространства постоянно смешиваются и переходят друг в друга. Оседлое государство есть «аппарат захвата», линейная модель возрастания власти; номады же не сводятся к измерению власти, они стремятся не взять власть или стать государством, а разрушить его или убежать. Номады относятся к событиям виртуального становления, к сингулярности; они ретерриторизуются на линиях детерриторизации. Номадические линии ускользания есть линии изменения, субверсии, сопротивления и бегства от хорошо организованных институтов оседлости — репрессивного государственного аппарата.

### Упоминаемые темы и личности
Делёз и Гваттари упоминают психоаналитиков (Фрейд, Юнг, Лакан — учитель Гваттари, Мелани Кляйн), композиторов (Шопен, Дебюсси, Моцарт, Пьер Булез, Оливье Мессиан), художников (Клее, Кандинский, Поллок), философов (Гуссерль, Фуко, Бергсон, Ницше, Кьеркегор и Симондон), историков (Ибн Халдун, Жорж Дюмезил и Фернан Бродель) и лингвистов (Хомский, Лабов, Бенвенист, Гийом, Д. Л. Остин, Ельмслев и Волошинов).
В «Тысяче плато» Делёз и Гваттари продолжают критику психоанализа, начатую в первом томе. В первом плато авторы много ссылаются на работы Зигмунда Фрейда, особенно на клинические случаи Человека-волка и Маленького Ганса.
Развивая свою собственную литературную теорию, Делёз и Гваттари в «Тысяча плато» также часто ссылаются на литературу. В «1874: Три новеллы» они обсуждают «В клетке» (1898) Генри Джеймса и «Повесть о Бездне и Подзорной трубе» Пьеррета Флето. Также они упоминают сборник эссе Ф. Скотта Фицджеральда «The Crack-Up» (1945) (который Делёз ранее обсуждал в «Логике смысла»).

## Критика
«Тысячу плато» сразу посчитали слишком трудной и озадачивающей. Лишь через пять лет после публикации тома, Арно Виллани, специалист по делёзианской мысли, опубликовал в журнале Critique развернутый отзыв, признав, что книга «по существу выкладывает пространство для беспрецедентных письма и мысли». В Le Matin Катрин Клеман говорит об «изменении маршрута». Делая акцент на концепте номадизма, пересекающим весь текст, она восхищается множественными фигурами анормальности, пребыванием по ту сторону закона и требованием мыслить иначе.
«Тысяча плато» считается одной из основных работ постструктуралистской и постмодернистской традиций. Марк Постер писал, что работа «содержит многообещающие разработки постмодернистской теории социального и политического». В своем предисловии к американскому изданию Массуми отмечает, что работа «является не столько критикой, сколько практическим упражнением в утверждении номадической мысли, которая взяла свое начало в Анти-эдипе». Массуми противопоставляет «номадизм» «государственной философии… которая характеризовала западную метафизику со времен Платона».

## Влияние
Книга «Тысяча плато» оказала влияние на политических философов Майкла Хардта и книгу Антонио Негри «Империя» (2000).
Социолог Джон Урри считает, что метафора Делёза и Гваттари о кочевнике «заразила современную общественную мысль».
Философ Мануэль Деланда в «A New Philosophy of Society» (2006) адаптирует теорию «сборки» Делёза, взятую из «Тысячи плато».